# چراغچی
چراغچی یکی از روستاهای استان آذربایجان شرقی است که در دهستان سلوک بخش مرکزی شهرستان هشترود واقع شده‌است.